# Vandœuvre Nancy Volley-Ball 2011-2012
Questa voce raccoglie le informazioni riguardanti il Vandœuvre Nancy Volley-Ball nelle competizioni ufficiali della stagione 2011-2012.

## Organigramma societario
Area direttiva
- Presidente: Serge Raineri

Area tecnica
- Allenatore: Cyril Wozniak
- Allenatore in seconda: Jérôme Hanegreefs

## Rosa
| N° | Nome                | Ruolo | Data di nascita   | Nazionalità sportiva |
| -- | ------------------- | ----- | ----------------- | -------------------- |
| 1  | Julie Mollinger     | S     | 27 settembre 1990 | Francia              |
| 2  | Yana Vovchenko      | P     | 15 marzo 1987     | Ucraina              |
| 4  | Paola Gustave       | C     | 7 ottobre 1988    | Francia              |
| 5  | Julieta Lazcano     | C     | 25 luglio 1989    | Argentina            |
| 6  | Katherine Whitney   | S     | 20 agosto 1985    | Stati Uniti          |
| 7  | Alexandra Siedlecki | S     | 21 novembre 1993  | Francia              |
| 8  | Loraine Henkel      | C     | 12 febbraio 1988  | Germania             |
| 9  | Sarah Correr        | S     | 9 novembre 1989   | Brasile              |
| 10 | Isa Bourhis         | P     | 21 febbraio 1994  | Francia              |
| 11 | Fatou Diouck        | S/O   | 19 giugno 1985    | Senegal              |
| 15 | Tatjana Burmazović  | L     | 6 febbraio 1984   | Serbia               |